# Quận Beaverhead, Montana
Quận Beaverhead là quận lớn nhất theo diện tích ở tiểu bang Montana, Hoa Kỳ. Đến năm 2000, dân số quận là 9.202 người. quận lỵ của nó là Dillon 2. Phần lớn chu vi của quận là Continental Divide, bao gồm tất cả các đường biên giới với bang Idaho. 

## Thông tin nhân khẩu
Theo điều tra dân số 2 năm 2000, quận có dân số 9.202 người, 3.684 hộ, và 2.354 gia đình sống trong quận. Mật độ dân số là 2 người mỗi dặm vuông (1/km ²). Có 4.571 đơn vị nhà ở với mật độ trung bình là 1 trên mỗi dặm vuông (0/km ²). Cơ cấu dân tộc của dân cư quận này gồm 95,86% người da trắng, 0,18% da đen hay Mỹ gốc Phi, 1,46% người Mỹ bản xứ, 0,18% người châu Á, Thái Bình Dương 0,04%, 1,09% từ các chủng tộc khác, và 1,18% từ hai hoặc nhiều chủng tộc. 2,67% dân số là người Hispanic hay Latino thuộc chủng tộc nào. 16,7% là gốc Đức, 14,9% gốc Anh, 10,7% Ailen, 9,0% của Mỹ và 7,2% Na Uy tổ tiên theo điều tra dân số năm 2000.
Có 3.684 hộ, trong đó 30,10% có trẻ em dưới 18 tuổi sống chung với họ, 54,80% là các cặp vợ chồng sống với nhau, 6,20% có chủ hộ là nữ không có mặt chồng, và 36,10% là không lập gia đình. 29,70% của tất cả các hộ gia đình đã được tạo thành từ các cá nhân và 11,00% có người sống một mình 65 tuổi trở lên đã được người. Bình quân mỗi hộ là 2,36 và cỡ gia đình trung bình là 2,95.
Cơ cấu tuổi của dân cư gồm 24,60% ở độ tuổi dưới 18, 11,90% 18-24, 25,10% 25-44, 24,90% 45-64, và 13,60% 65 tuổi trở lên. Tuổi trung bình là 38 năm. Cứ mỗi 100 nữ có 105,00 nam giới. Cứ mỗi 100 nữ 18 tuổi trở lên, đã có 102,50 nam giới.
Thu nhập trung bình cho một hộ gia đình trong quận đã được $ 28.962, và thu nhập trung bình cho một gia đình là 38.971 USD. Nam giới có thu nhập trung bình 26.162 USD so với 18.115 USD của phái nữ. Thu nhập trên đầu cho các quận được 15.621 USD.